# Pink Army
Pink Army er et internationalt street art projekt og en non-profit organisation, der vender sig mod krig. Pink Army er repræsenteret af mange forskellige afdelinger, i forskellige lande, samt hundredvis af løsgængere spredt ud over hele verden. Pink Armys aktivisme bruger ironi og militære analogier til at beskrive deres aktioner.

## Historie
Pink Army blev grundlagt i København i september 2007 af en kunstner og aktivist, der kalder sig General Ruseus og han grundlagde hovedafdelingen, Pink Army Copenhagen.
Siden da er der opstået flere "fraktioner"" af Pink Army i København, blandt andet Special Forces og Propagandaministeriet. Special Forces har udmærket sig ved at inddrage en række kunstnere og gadekunstnere. Efter Pink Armys grundlæggelse i København, er der kommet  andre afdelinger til i Århus, USA, Norge, Frankrig, Italien, England og Tyskland.

## Pink Army krav
Pink Armys “krigsdeklaration” stiller følgende “ultimative”' krav
1. Alle krige skal standses 'med det samme'!
2. Alle hærenheder, væbnede grupper og terrorceller skal opløses, rehabiliteres og løse humanitære opgaver i stedet.
3. Forsvarsministeriet skal opløses eller lægges ind under kulturministeriet.
4. Alle våben skal smeltes om til legetøj; dog er legetøjsvåben undtaget.
5. Alle kaserner og militære installationer skal omdannes til museer, gallerier eller tjene som andre harmløse offentlige formål.
6. Alle kanoner og artilleri skal ødelægges.
7. Militære køretøjer skal afmilitariseres og tjene som gratis offentlig eller skoletransport i Afrika, eller skilles ad og bruges som reservedele til fredelige formål.
8. Militære fly og skibe skal ombygges, så de kan bruges til internationale hjælpeoperationer eller til ildbekæmpelse. Hvis det ikke kan lade sig gøre skal de smeltes om og genbruges til fredelige formål f.eks. nipsgenstande, kuglepenne, kopholdere eller dørhåndtag.
9. Hestene i den danske hær skal gives til rideskoler for børn.
10. Andet militært udstyr som støvler, telte, rygsække, kamouflage, radioer og logistisk materiale med videre gives til Frelsens Hær, KFUM-spejderne eller smides væk.

## Aktivisme
Ironi spiller en stor rolle for Pink Army´s formidling af fredsbudskabet og der bruges militære analogier. Alle kan være med i kampen, ved at købe plastiksoldater, de såkaldte “myresoldater” og spraymale dem lyserøde. Pink Army kommunikerer med offentligheden ved at efterlade disse små lyserøde soldater i gadebilledet. Dette “angreb”, dokumenteres med billeder eller videoer og kaldes “invasioner”. Disse invasioner følges ofte med en ironisk tekst og leveres med et smil. Dokumentationen af aktionerne, lægges ud på de forskellige afdelingers hjemmesider. Man kan også lave “invasioner” med mange varierende måder. Man kan bruge små 1:72 skala soldater, 1:40 eller lave en dukke i skalaen 1:1. Ligeledes kan der bruges modeller af fly, helikoptere og tanks i skiftende skalaer. Soldaterne og udstyret, bliver valgt ud fra den historie, man vil fortælle eller "angreb", man vil foretage. Andre vælger at lave graffiti, PinkArmytags, løbesedler eller binde en lyserød tråd, rundt om et træ. Hovedsagen er at farven pink eller Pink Army navnet indgår i din street art og at det hele leveres med et smil.
Nogle afdelinger i Pink Army ønsker at være ukendte og da de “invaderer” det offentlige rum om natten, og det involverer en minimal grad af hærværk, når man fæstner de lyserøde soldater på byinventar og mure med lim. Nogle aktivister har valgt at bruge elefantsnot eller slet ingenting, når soldaterne stilles op. Herved ødelægges intet og soldaterne kan nemt fjernes. Da budskabet leveres med et smil og tit et forklarende brev, hvis der er nogen, der stiller spørgsmål, kan gruppen operere på steder, hvor der er mange mennesker, som f.eks. 1. maj demonstrationer. Pink Army afdelingerne i København og Århus, lavede i april 2008 en koordineret fællesaktion kaldet "Pink Daisy", hvor der i forbindelse med Dronning Margrethes fødselsdag blev opstillet soldater både ved Amalienborg og ved Marselisborg slot for at “beskytte majestæten, nu hvor den folkevalgte regering, har sendt hæren til fjerne verdensdele”.

## Aarhus ARTillery
Pink Army i Århus hedder Aarhus ARTillery, det er en meget aktiv gruppe og  blev dannet i marts 2008 af en gruppe på fire kunstnere, der både arbejder individuelt med deres kunst og på det organisatoriske plan med kunstevents, gallerier, udstillinger osv. Derfor har Aarhus ARTillery en udpræget historisk og kunstnerisk tilgang til deres "invasioner" og de billeder, der tages af dem. 

## Eksterne kilder og referencer
1. 1 2 3  PinkArmy.net Arkiveret 5. marts 2016 hos  Wayback Machine Pink Armys hjemmeside. Hentet 18-10-2012.
2. ↑  Pinkarmy.net Arkiveret 5. marts 2016 hos  Wayback Machine Pink Armys hjemmeside. Hentet 18-10-2012.
3. ↑  www.information.dk Artikel på avisen Information hjemmeside. Hentet 18-10-2012.
4. 1 2  MySpace.com Aarhus ARTillery MySpace profil. Hentet 18-10-2012.

- Aarhus ARTillerys blog